# A-GPS
A-GPS (англ. Assisted GPS) — технологія, яка прискорює «холодний старт» GPS-приймача. Прискорення відбувається завдяки інформації, отриманій через альтернативні канали зв'язку. Часто використовується в стільникових телефонах, що містять приймач GPS. Дуже часто плутають з LBS.

## Історія
Вперше ідея народилася у інженерів Джимі Сеннота і Ральфа Тейлора, які в 1981 році подали заявку на патент. Зокрема, вони запропонували «сигнал, що допомагає захопленню цілі на автоматичний супровід, генерований наземною станцією, трансльований на термінали користувача» Одним з розробників технології була компанія SnapTrack. Система дебютувала 1 жовтня 2001 р. у США по мережі служби порятунку «911».

## Недоліки звичайного GPS
При використанні звичайного GPS існують наступні проблеми: Час першого визначення координат залежить від актуальності збереженого у приймачеві  альманаху, який передається сигналом GPS, і від орбітальних даних (ефемерид). Чим довше пристрій не був активним, тим більше потрібно отримати приймачем інформації, перш ніж визначення позиції буде можливим (пристрій не був неактивним від 2 до 6 годин — потрібно близько 45 секунд; після декількох днів неактивності або коли пристрій рухається, не отримуючи інформацію 300 км — до 12,5 хвилин). В умовах міста видимість GPS супутників часто дуже обмежена, а в закритих приміщеннях і тунелях навіть неможлива. Висока потужність споживання GPS-приймача.

## Функції A-GPS

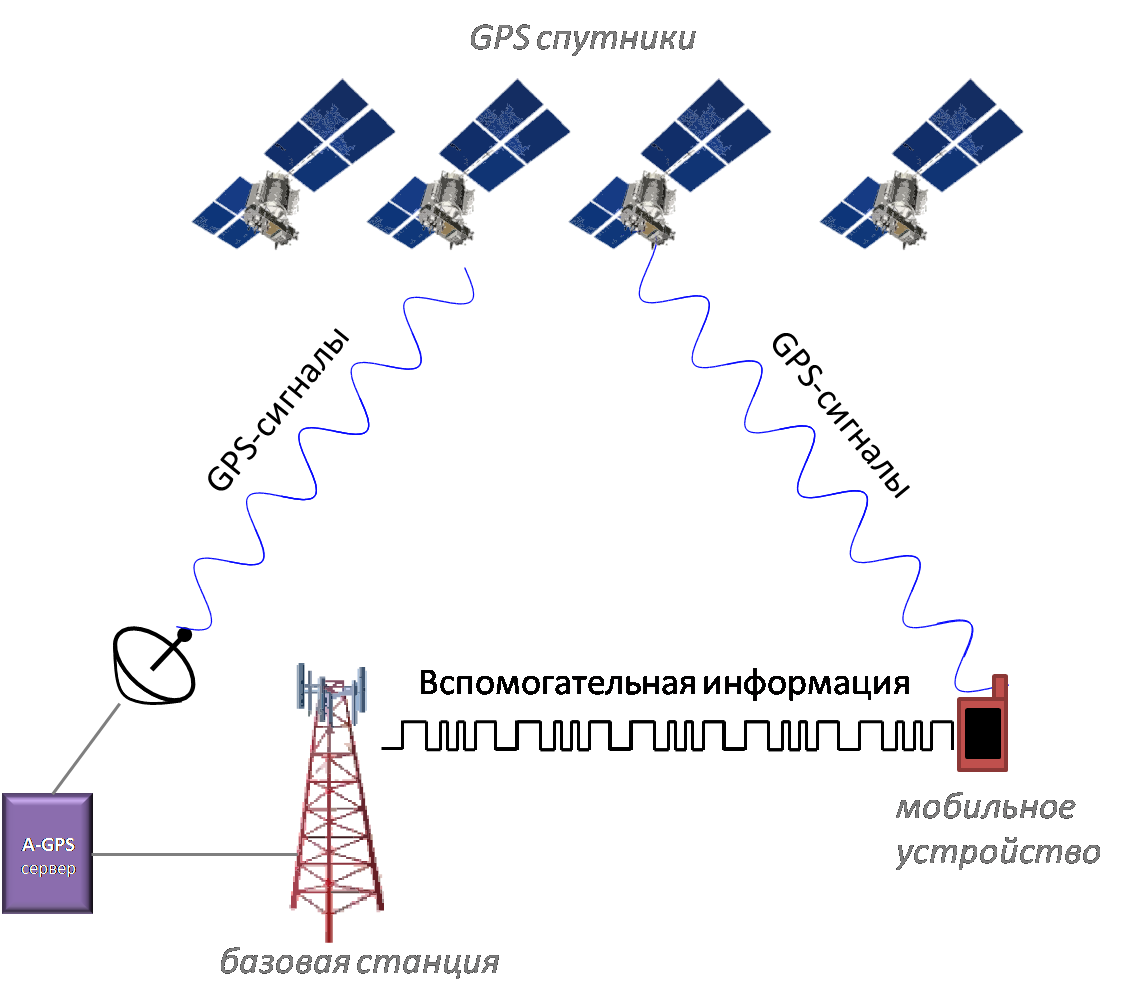
A-GPS

Для алгоритмів A-GPS необхідний канал зв'язку з віддаленим сервером, який надає інформацію для приймача. Для мобільних пристроїв цим каналом найчастіше є стільниковий зв'язок. Хоча можна отримати необхідну інформацію через доступну Wi-Fi точку доступу. Для передачі інформації, пристрій повинен перебувати в зоні дії базової станції (БС) оператора стільникового зв'язку та мати доступ до інтернету.

### Визначення приблизного місця розташування
Для мобільних телефонів визначити приблизне місце розташування можна за базовими станціями. Точність залежить від щільності розміщення базових станцій. Найбільша щільність станцій — в центрах міст. Точність в таких місцях становить від 20 до 500 метрів. При зменшенні щільності і при погіршенні умов прийому точність знижується. На околицях міст вона становить 1500—2000 метрів.
A-GPS має кілька важливих відмінностей від звичайного GPS, якими пояснюються всі переваги цієї системи. Головна перевага: швидке отримання координат відразу після включення. Інша перевага полягає в підвищенні чутливості прийому слабких сигналів в «мертвих зонах» (тунелях, низинах, впадинах, на вузьких міських вулицях, у приміщеннях, в лісі з щільним листяним покривом).

## Недоліки
A-GPS не функціонує поза зоною покриття стільникової мережі. Деякі приймачі з A-GPS об'єднані з радіомодулем (GSM) і не можуть стартувати, якщо радіомодуль відключений. Наявність GSM (GPRS) покриття для старту модуля A-GPS не обов'язково. Модулі A-GPS при старті споживають невеликий трафік, який становить 5-7 кБ; при втраті сигналу зазвичай потрібна повторна синхронізація, що може призвести до підвищених витрат, особливо перебуваючи в роумінгу.